# Edgar Lehmann (Kunsthistoriker)
Edgar Lehmann (* 20. September 1909 in Jena; † 28. Juli 1997 in Berlin) war ein deutscher Bau- und Kunsthistoriker.

## Leben
Nach dem Abitur in Jena promovierte Edgar Lehmann im Jahre 1937 an der dortigen Universität zum Dr. phil. Das Thema seiner Dissertation lautete Der frühe deutsche Kirchenbau. Die Entwicklung seiner Raumanordnung bis 1080.
Nach dem Kriegsdienst im Zweiten Weltkrieg wurde er wissenschaftlicher Bibliothekar und 1948 Assistent am Kunsthistorischen Institut der Universität Jena. Er habilitierte sich 1950 und erhielt 1953 eine außerordentliche Professur für Kunstgeschichte, wechselte aber bereits ein Jahr später an die von Richard Hamann gegründete Arbeitsstelle für Kunstgeschichte an der Deutschen Akademie der Wissenschaften zu Berlin. Nach Hamanns Tod 1961 übernahm er die Leitung dieser Arbeitsstelle.
Lehmann verfasste eine Vielzahl richtungsweisender Schriften zur Kirchen- und Klosterarchitektur des Mittelalters und erwarb sich große Verdienste als Wissenschaftsorganisator. Unter seiner Federführung begann die Neubearbeitung des Dehio-Handbuchs der deutschen Kunstdenkmäler und die Erarbeitung des Corpus Vitrearum Medii Aevi für das Gebiet der DDR. Als Leiter der Arbeitsstelle für Kunstgeschichte initiierte er das Corpus der romanischen Kunst im sächsisch-thüringischen Gebiet und die Schriften zur Kunstgeschichte. Nach Auflösung der Arbeitsstelle im Zuge einer Akademie-Reform 1971 musste beide Reihen eingestellt werden und Lehmann selbst an das Institut für Denkmalpflege beim DDR-Kulturministerium wechseln. Dort leitete er die Zentrale Forschungsabteilung bis zu seiner Pensionierung 1974. Zusammen mit Ernst Schubert, der auch seit 1954 an der Arbeitsstelle für Kunstgeschichte tätig war, schrieb Lehmann einige, an ein breites Publikum gerichtete Monographien über Domkirchen in Mitteldeutschland, die mehrfach aufgelegt wurden.
Lehmann war verheiratet und hatte drei Kinder.

## Ehrungen
1989 wurde Edgar Lehmann mit dem Orden Stern der Völkerfreundschaft in Silber ausgezeichnet.

## Schriften (Auswahl)
- Die Michaelskirche zu Rohr und ihre Krypta. In: Arte del primo milennio. Atti del Convegno di Pavia (1950) per lo studio dell`Alto Medio Evo, Turin 1951, S. 343–351.
- Die Entwicklungsgeschichtliche Stellung der karolingischen Klosterkirche zwischen Kirchenfamilie und Kathedrale. In: Wissenschaftliche Zeitschrift der Friedrich-Schiller-Universität Jena, 1952/53, S. 131–144.
- Der Jenaer Michael. Ein Bildwerk des 13. Jahrhunderts, Jena: Stadtmuseum, 1954.
- Die Bibliotheksräume der deutschen Klöster im Mittelalter (= Schriften zur Kunstgeschichte, H. 2), Berlin: Akademie-Verlag, 1957.
- Die frühchristlichen Kirchenfamilien der Bischofsitze im deutsche Raum und ihre Wandlung während des Frühmittelalters. In: Beiträge zur Kunstgeschichte und Archäologie des Frühmittelalters. Akten zum VII. Internationalen Kongreß für Frühmittelalterforschung 1958, hg. v. Hermann Fillitz, Graz, Köln: Böhlau-Verlag 1962, S. 88–99.
- Von der Kirchenfamilie zur Kathedrale. Bemerkungen zu einer Entwicklungslinie der mittelalterlichen Baukunst. In: Festschrift Friedrich Gerke, hg. v. J. A. Schmoll gen. Eisenwerth, Baden-Baden: Holle-Verlag 1962, S. 21–37.
- Ein Freskenzyklus Altomontes in Linz und die „Programme“ der Barockkunst (= Sitzungsberichte der Deutschen Akademie der Wissenschaften zu Berlin, Klasse für Sprachen, Literatur und Kunst, Jahrgang 1964, H. 3), Berlin: Akademie-Verlag, 1964.
- Die Architektur zur Zeit Karls des Großen. In: Karolingische Kunst, hg. v. Wolfgang Braunfels und Hermann Schnitzler (= Karl der Große. Lebenswerk und Nachleben, hg. v. Wolfgang Braunfels, Bd. 3), Düsseldorf: Schwann, 1965, S. 301–319.
- (mit Ernst Schubert): Der Meißner Dom. Beiträge zur Baugeschichte und Baugestalt bis zum Ende des 13. Jahrhunderts (= Schriften zur Kunstgeschichte, H. 14), Berlin: Akademie-Verlag, 1968; 2. Auflage, Berlin: Akademie-Verlag, 1969.
- (mit Ernst Schubert und Klaus G. Beyer): Der Dom zu Meißen, Berlin: Union-Verlag, 1971; 2., überarbeitete Aufl., Berlin: Union-Verlag, 1973.
- (mit Johanna Flemming und Ernst Schubert): Dom und Domschatz zu Halberstadt, Berlin: Union-Verlag, 1973 (Wien, Köln: Böhlau, 1974).
- Der Palast Ottos des Großen in Magdeburg. In: Architektur des Mittelalters. Funktion und Gestalt, hg. v. Friedrich Möbius u. Ernst Schubert, Weimar: Böhlaus Nachfolger, 1983, S. 42–62; 2. durchgesehene Aufl. Weimar: Böhlaus Nachfolger, 1984.
- Die „Confessio“ in der Servatiuskirche zu Quedlinburg. In: Skulptur des Mittelalters. Funktion und Gestalt, hg. v. Friedrich Möbius und Ernst Schubert, Weimar: Böhlaus Nachfolger, 1987, S. 9–26.
- Die Bibliotheksräume der deutschen Klöster in der Zeit des Barock, 2 Bände, Berlin: Deutscher Verlag für Kunstwissenschaft, 1996
- Von der Kirchenfamilie zur Kathedrale und andere Aufsätze. Mit einer Einführung von Ernst Schubert, Berlin: Deutscher Verlag für Kunstwissenschaft, 1999.